# Cura compassionevole
La cura compassionevole o uso compassionevole di un farmaco è la possibilità di utilizzare, a fini terapeutici, medicinali o terapie per i quali non è ancora stata completata la fase di sperimentazione clinica. «Uso compassionevole» è la traduzione dell'espressione inglese compassionate use. Lo stesso principio vige in molti paesi del mondo, con denominazioni che possono essere simili (ad esempio Sočutna uporaba zdravil in sloveno) o differenti (Expanded access in lingua inglese) da quella italiana.
In Italia tali farmaci sono privi della "autorizzazione all'immissione in commercio" (cosiddetta A.I.C.) rilasciata dall'Agenzia italiana del farmaco (AIFA).

## Normativa di riferimento

### In Italia
In Italia "l'uso compassionevole" è regolamentato dal decreto ministeriale 5.12.2006 (cosiddetto decreto Turco, reiterato nel 2008, assumendo la denominazione decreto Turco/Fazio), in materia di utilizzazione di medicinali per terapia genica e per terapia cellulare preparati su cosiddetta base non ripetitiva, ovverosia su singoli pazienti al di fuori di sperimentazioni cliniche (come affermato dal decreto stesso in premessa: "medicinali da non sottoporre all'iter autorizzativo previsto per le sperimentazioni cliniche di medicinali di cui al d.lgs. 24.06.2003 n. 211").
Il Decreto Ministeriale 8 maggio 2003 "Uso terapeutico di medicinale sottoposto a sperimentazione clinica" regolamenta invece l'uso compassionevole dei medicinali sottoposti a sperimentazione clinica.
Quest'ultimo decreto prevede che i farmaci sottoposti a sperimentazione nel territorio italiano o in un Paese estero, privi dell'autorizzazione all'immissione in commercio rilasciata dall'AIFA, l'agenzia del Ministero della Salute dedicata al controllo sui farmaci (vedi all'art. 8 del D.lgs 178, 29 maggio 1991 e successive modificazioni e integrazioni), possano essere richiesti direttamente all'impresa produttrice per l'uso al di fuori della sperimentazione clinica e che debbano essere forniti a titolo gratuito.
È importante sottolineare il valore etico della normativa:  la ratio è di consentire a pazienti senza altre opportunità terapeutiche valide l'uso di farmaci o terapie che, se pur non hanno ancora completato la sperimentazione clinica, potrebbero apportare dei benefici ai pazienti,  fermo restando il rapporto rischio/beneficio ovviamente favorevole al paziente.
A ulteriore tutela e garanzia il legislatore impone l'obbligo della firma del consenso informato da parte del paziente e prevede che il farmaco o la terapia siano in fase avanzata di sperimentazione.